# Nictominis
Els nictominis (Nyctomyini) són una tribu de rosegadors de la subfamília dels tilomins. La seva distribució s'estén des del centre de Mèxic fins al centre de Panamà. Conté dues espècies, cadascuna en un gènere diferent: Nyctomys sumichrasti i Otonyctomys hatti.
Es tracta de tilomins de mida mitjana i el pelatge de color marronós. Tenen la cua peluda i semblant a un pinzell. El crani és curt. L'os zigomàtic és curt, però l'arc zigomàtic és complet.